# Fredric Mallet

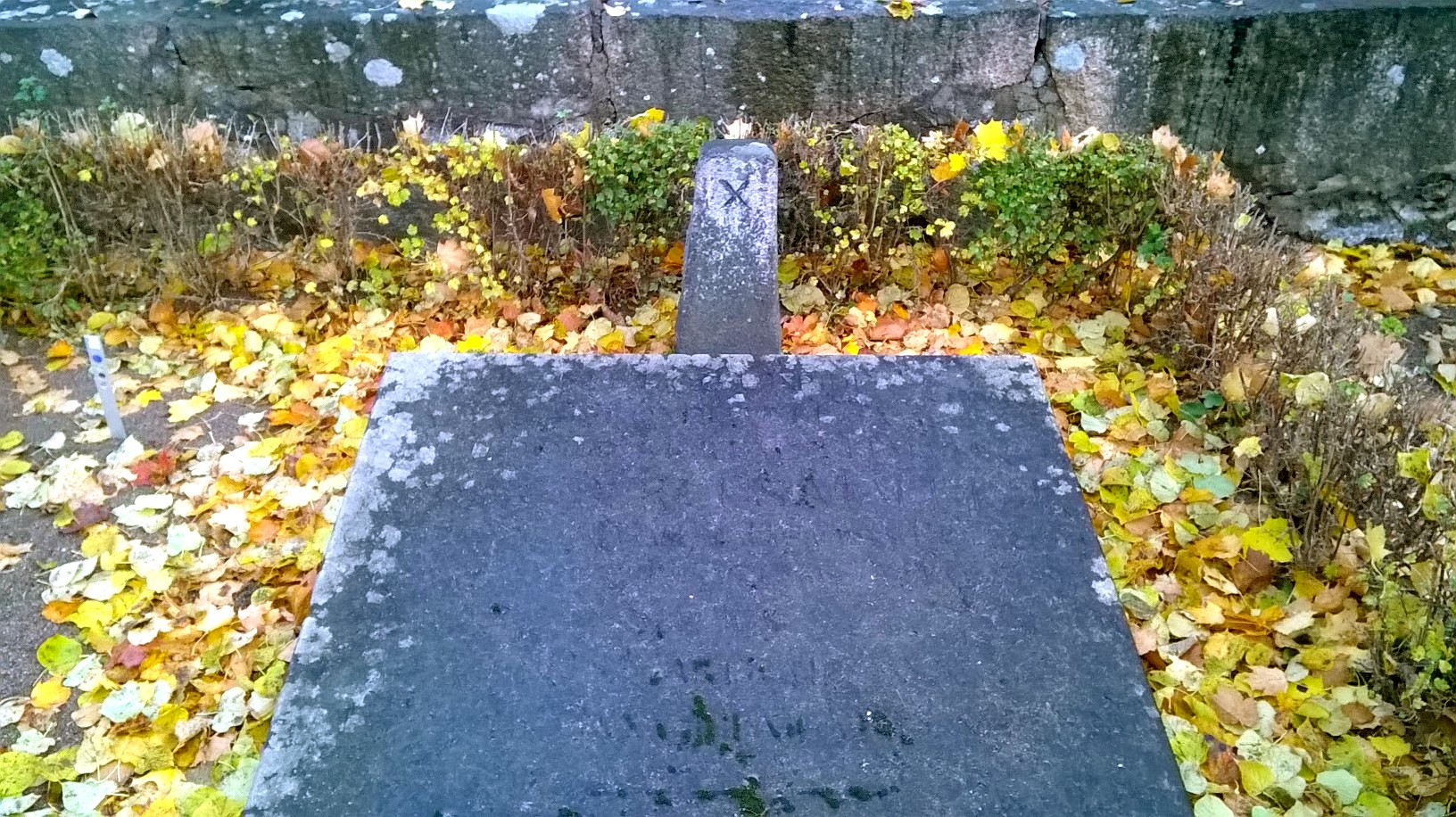
Fredric Mallets gravsten på Uppsala gamla kyrkogård (kvarter 09, plats 0466).

Fredric Mallet, född i Stockholm den 28 februari g.s. 1728, död den 27 juni 1797 i Uppsala, var en svensk astronom och matematiker. Han var astronomie observator vid Uppsala astronomiska observatorium 1757–1773, och professor i matematik vid Uppsala universitet 1773–1794.

## Biografi
Släkten Mallet i Sverige härstammar från de hugenotter som lämnade Frankrike under slutet av 1600-talet för att undkomma förtrycket under Ludvig XIV. Fredric Mallets far Frans Mallet var tobaksfabrikör och modern hette Catharina Höök. Under sina studentår vid Uppsala universitet, där han inskrevs 1745, var Mallet en av matematikprofessorn Samuel Klingenstiernas och astronomiprofessorn Mårten Strömers bästa elever. Han erhöll också privat undervisning av Pehr Elvius, som lovordade honom och såg till att han blev ämnessven vid Vetenskapsakademien 1749, där han senare blev ordinarie ledamot år 1759.
Sedan Mallet 1752 blivit promoverad till magister, efter en avhandling om planeten Merkurius bana, assisterade han i avvaktan på en lämplig docentur Klingenstierna och Wargentin vid deras matematiska och astronomiska arbeten och gjorde 1754, kort efter att han blivit förordnad till docent, en vetenskaplig resa till England och Frankrike som bekostades med stipendium. I England verkade han som länk mellan den berömde teleskoptillverkaren John Dollond i London och Klingenstierna, som då arbetade med att försöka åstadkomma akromatiska objektiv för teleskop. I Frankrike deltog han i en gradmätning.
Vid hemkomsten, efter tre års vistelse utomlands, utnämndes han till astronomie observator vid Uppsalaobservatoriet, där han skulle stanna i sexton år trots låg lön och bristande utrustning - instrumenten i Celsiusobservatoriet var så känsliga att de darrade när hästdroskor for förbi och sikten skymdes av skorstensröken i grannhusen. Han måste, för sin försörjning, arbeta extra som informator åt den unge Claes Julius Ekeblad.
Mallet utförde många astronomiska och meteorologiska observationer. Av de astronomiska kan särskilt nämnas hans observationer av Venuspassagerna åren 1761 och 1769 vid Pello i Tornedalen. Hans publicerade arbeten består av matematiska och astronomiska uppsatser i Vetenskapsakademiens och Vetenskapssocieteten i Uppsalas handlingar, i Royal Societys "Philosophical transactions", och han gav även ut många akademiska avhandlingar. 
Mallet författade som ledamot den matematiskt-astronomiska delen av det av
Kosmografiska sällskapet i Uppsala utgivna verket Fysisk beskrivning över jordklotet, bland annat Kort beskrivning om globers nytta och bruk (1762) och Allmän eller matematisk beskrivning om jordklotet (1772). Han hade även ansvaret för utarbetandet av de av sällskapet utgivna himmelsgloberna, tillverkade av Andreas Åkerman, som för sin tid var mycket exakta och fick stor spridning även utomlands.
Fredric Mallet är gravsatt på Uppsala gamla kyrkogård.